# هانوسن
هانوسن (مجاری: Hanussen) یک فیلم مجارستانی دربارهٔ اریک یان هانوسن به کارگردانی ایشتوان سابو است که در سال ۱۹۸۸ منتشر شد. این فیلم در جشنواره فیلم کن ۱۹۸۸ به نمایش درآمد و نامزد دریافت جایزه اسکار بهترین فیلم بین‌المللی بود.

## بازیگران
- کلاوس ماریا برانداور در نقش اریک یان هانوسن
- ارلاند یوسفسن
- ایلدیکو بانشاگی
- گراژینا شاپوووفسکا
- آدریانا بیدژینسکا
- جرج چرهالمی
- میخاو بایور
- ییرژی آدامیرا
- کالینا یندروشیک
- گابریلا کوفناتسکا
- اوا بواشچیک
- والتر اشمیدینگر

## جوایز
| سال  | جایزه   | جشنواره    | دریافت‌کننده  | شاخه             | نتیجه |
| ---- | ------- | ---------- | ------------ | ---------------- | ----- |
| ۱۹۸۸ | نخل طلا | جشنواره کن | ایشتوان سابو | بهترین کارگردانی | نامزد |